# Echo vom Tödi
Die Kapelle Echo vom Tödi war eine Ländlerkapelle aus dem Schweizer Kanton Glarus, benannt nach dem Glarner Hausberg Tödi.
1977 hatte René Wicky mit dem Akkordeonisten Kurt Albert aus Linthal und seinen Musikanten einen ersten Tonträger produziert – mit dem späteren Evergreen „Urnerbodä Kafi“. Als Handorgelduett des konzertanten Innerschweizerstils wurde das offizielle Echo vom Tödi 1980 von Kurt Albert gegründet. Im Laufe der Jahre gehörten aber jeweils vier bis fünf Musiker zu der Kapelle. Sie verstanden es, mit einer Mischung aus traditionellem Ländler, Country, Klassik und volkstümlicher Unterhaltungsmusik eine eigene Stilrichtung zu entwickeln.
1990 nahmen Echo vom Tödi (verstärkt durch das Gesangsduett Markus und Wädi) am Grand Prix der Volksmusik teil. Bei der Schweizer Vorausscheidung kamen sie mit „Der Alphorn-Jodler“ auf Platz zwei, bei der Endausscheidung belegten sie den vierten Rang.
Alberts Mitspieler waren zuletzt Köbi (Jakob) Kamm (Akkordeon), Ernst Ehrler aus Schwyz oder Hermann Luchsinger (Klavier) und René Walker (Bassgeige). Köbi Kamm lernte während eines Aufenthaltes in Australien das Instrument der Ureinwohner, das Didgeridoo, kennen und spielen. Mit dem Echo vom Tödi nahm er einen Didgeridoo-Schottisch auf. Regelmässige Gäste waren ein Alphornspieler, das Jodelduett Geschwister Rymann (Töchter von Ruedi Rymann), sowie Markus und Wädi.
Am 29. Dezember 1999 gaben Echo vom Tödi vor mehr als 500 Fans ihr Abschiedskonzert. Bevor die Mitglieder bekannt gaben, ihre Kapelle aufzulösen, um sich beruflichen Dingen zu widmen, brachten sie aber 2001 noch die CD „So isch es gsy“ heraus. Darauf ist auch die bekannteste Melodie von Kurt Albert, der Schottisch Urnerbodä Kafi (Urnerboden Kaffee), noch einmal verewigt.
Kurt Albert hatte sich an seinem Wohnsitz an der Klausenstrasse in Linthal mit einem Stützpunkt für Kärcher-Hochdruckreiniger selbständig gemacht.
Heute tritt das Echo vom Tödi gelegentlich wieder auf Kreuzfahrten oder bei speziellen Veranstaltungen auf und existiert somit noch faktisch.

## Diskografie (Auswahl)
- So isch es gsy (Best of)
- Für alli öppis
- Echo vom Tödi-Schtimmig
- Einä schöner als dr ander
- Immer vorwärts
- Maximum (Kapelle Carlo Brunner und Kapelle Echo vom Tödi)